# Parmelia erumpens
Parmelia erumpens är en lavart som beskrevs av Kurok. Parmelia erumpens ingår i släktet Parmelia och familjen Parmeliaceae.   Inga underarter finns listade i Catalogue of Life.